# Документация
Документа́ция — совокупность документов, посвященных какому-либо вопросу (задаче, проекту, изделию и др.). Документирование — процесс отбора, классификации, использования и распространения документов. Работа с документацией часто встречается в сфере услуг и образования, особенно если речь идёт о преподавателях, заведующих библиотеками школ и училищ, у которых преобладает педагогический уклон в сфере поиска и использования информации.
Документирование связано с делопроизводством (документационным обеспечением управления), отраслью деятельности, обеспечивающей документирование и организацию работы с официальными документами по ГОСТ Р 51141-98 «Делопроизводство и архивное дело. Термины и определения».

## Виды документации
В зависимости от принадлежности к тем или иным отраслям деятельности документация различается по своему виду и составу. Примеры некоторых видов документации приведены ниже.

### Техническая документация
Техническая документация — набор документов, используемых при проектировании (конструировании), изготовлении (производстве) и использовании (эксплуатации) каких-либо технических объектов: зданий, сооружений, промышленных товаров, программного и аппаратного обеспечения.
Техническую документацию разделяют на виды, например:
- конструкторская документация (в том числе эксплуатационная и ремонтная документация, определяющие правила использования, технического обслуживания и ремонта объекта техники);
- технологическая документация (документы, определяющие технологию производства и ремонта объекта техники).

### Документация на программное обеспечение

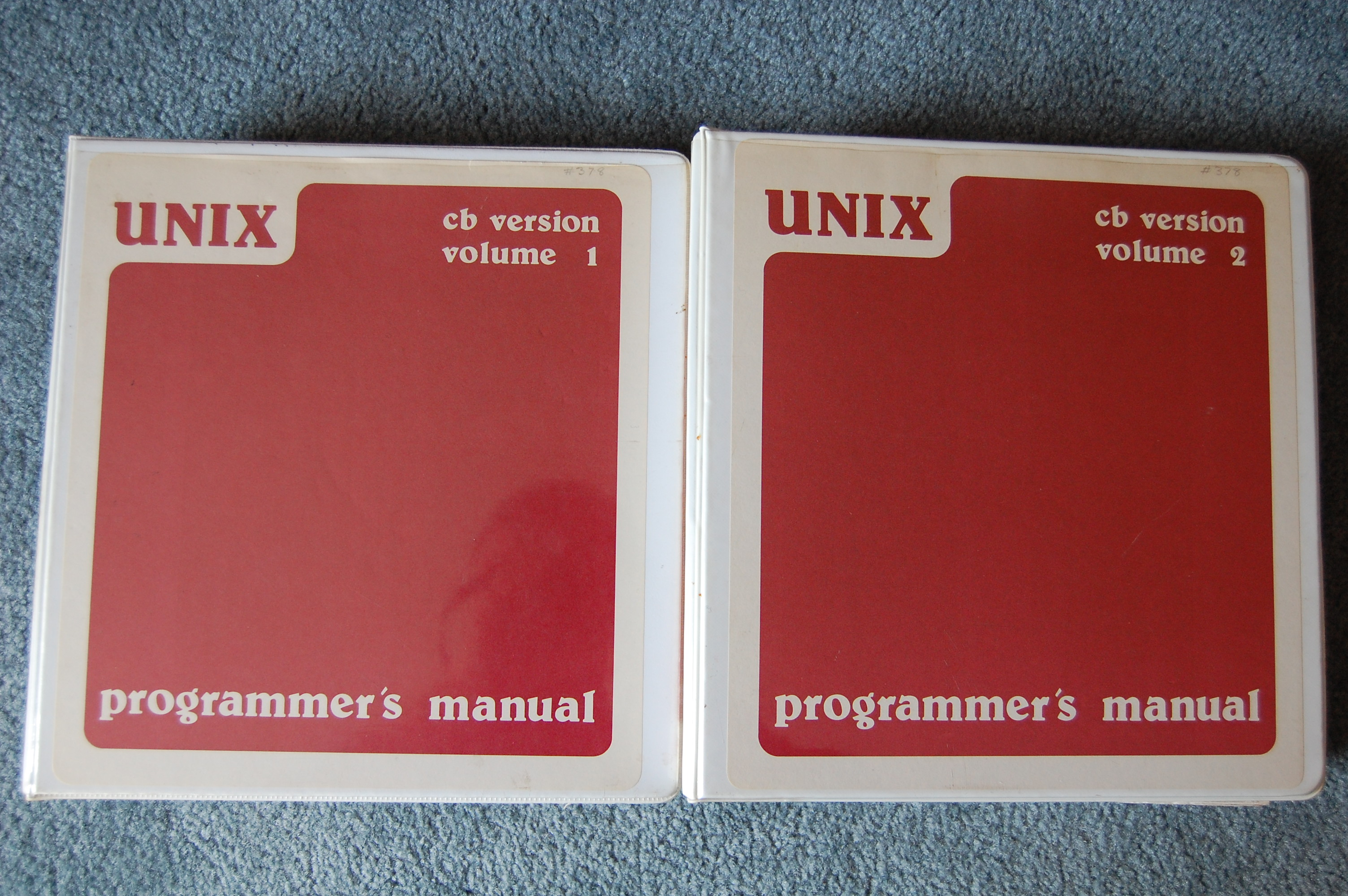
Руководство программиста в системе Columbus UNIX

Документация на программное обеспечение — документы, которые сопровождают некоторое программное обеспечение (ПО, программа или программный продукт) и описывают то, как работает программа и/или то, как её использовать.

### Аудиторская документация
Аудиторская документация — совокупность материальных носителей информации, которая отражает совокупность выполненных аудиторских процедур, полученных аудиторских доказательств, заключений, сделанных аудитором, которая составляется самим аудитором, сотрудниками проверяемого экономического субъекта и третьими лицами по запросу аудитора до начала, в ходе и по завершении аудиторской проверки.